# Chakonina
Chakonina – organiczny związek chemiczny, toksyczny glikoalkaloid występujący w roślinach z rodziny psiankowatych.
Jest naturalną substancją trującą wytwarzaną w zielonych ziemniakach, którym nadaje gorzki smak. Bulwy wytwarzają ją w odpowiedzi na stres, nadając roślinie właściwości owadobójcze i grzybobójcze. Wraz solaniną stanowi 95% całej ilości glikoalkaloidów obecnych w ziemniakach. Aglikonem w przypadku α-solaniny oraz α-chakoniny jest mieszanina alkaloidów steroidowych: solanidyny oraz solasodyny.